# Mecopisthes latinus
Mecopisthes latinus är en spindelart som beskrevs av Alfred Frank Millidge 1978. Mecopisthes latinus ingår i släktet Mecopisthes och familjen täckvävarspindlar. Inga underarter finns listade i Catalogue of Life.